# Rhamnidium
Rhamnidium es un género de plantas de la familia Rhamnaceae. Se encuentra en el Caribe.

## Taxonomía
Rhamnidium fue descrito por Siegfried Reissek y publicado en Flora Brasiliensis 11(1): 86, 94, en el año 1861. La especie tipo es:Rhamnidium elaeocarpum Reissek.

## Especies
- Rhamnidium caloneurum Standl.
- Rhamnidium elaeocarpum Reissek
- Rhamnidium glabrum Reissek
- Rhamnidium hasslerianum Chodat